# Elvin Məmişzadə
Elvin Məmişzadə (ur. 17 grudnia 1991 w Sumgaicie) – azerski bokser, uczestnik igrzysk w 2012, na których startował w wadze muszej, jednakże odpadł już w pierwszej rundzie, przegrywając z Mongołem Njambarynem Tögscogtem 11:18. W 2008 wygrał młodzieżowe mistrzostwa kraju, rok później został mistrzem Azerbejdżanu seniorów. W tym samym roku wygrał rozgrywane w Szczecinie młodzieżowe mistrzostwa Europy. W 2010 ponownie został mistrzem kraju oraz zajął drugie miejsce na mistrzostwach Europy (waga papierowa) i w pucharze Europy w Charkowie. W 2011 wywalczył kolejne zwycięstwo na mistrzostwach kraju. W 2013 został brązowym medalistą mistrzostw Europy. W półfinale ME 2013 przegrał z Andrew Selbym 1:2. W 2015 został mistrzem świata